# Madina Sacko
Madina Sacko es una ciudad y comuna del círculo de Banamba, región de Kulikoró, Malí. Su población era de 26.370 habitantes en 2009.